# Пламеницкий, Анатолий Александрович
Анато́лий Алекса́ндрович Пламени́цкий (19 ноября 1920, Ягодное — 10 сентября 1982, Киев) — советский украинский художник и педагог, профессор (1977), Заслуженный деятель искусств УССР (1964), Народный художник УССР (1976).

## Биография
Родился 19 ноября 1920 года в селе Ягодное Оренбургской области.
С 1939 по 1940 год Анатолий Александрович учился в Бакинском художественном училище.
Участник Великой Отечественной войны.
В 1953 году А. Пламеницкий окончил Киевский художественный институт. Учился у И. Штильмана, М. Шаронова, М. Иванова, К. Елевы. После окончания учёбы с 1963 года был старшим преподавателем, а с 1977 года и профессором кафедры живописи Киевского государственного художественного института.
Скончался 10 сентября 1982 года в Киеве и был похоронен на Байковом кладбище.

## Избранные работы
- «В Сибирь. М.Волконская» (1957)
- «Вечер» (1957)
- «Портрет Евгении Пламеницкой» (1960)
- «Мать» (1961)
- «Незабываемое. 1943» (1963)
- «Тарас Шевченко в Нижнем Новгороде» (1964)
- «Сергей Есенин» (1966)
- «За сыновей, которые погибли. В День Победы» (1967)
- «Новые хозяева» (1969)
- «Вести издалека» (1971)
- «Хатынь» (1973)
- «Сестры. В эвакуации» (1975)
- «Пасмурный день» (1975)
- «Рождение Донбасса» (1976)
- «В день выборов» (1971)
- «Хмурый день» (1975)
- «Вечером» (1978)
- «Осенняя Суздаль» (1979)
- «Саласпилский мемориал» (1980)
- «Катя» (1981)
- «Снег выпал» (1981)
- «На пригорке» (1981)
- «У крыльца» (1981)

У художника была, также серия работ, посвященных теме Второй мировой войны. События того времени стали незабываемыми для художника. Открыла эту серию работа "Мать" (1961), которая показал трагическую судьбу селянки, у которой война забрала сына. В другой картине "Незабываемое. 1943 год" война заглянула в глаза вдовы, которая только что получила похоронку на мужа. Боль миллионов вдов был написан на лице, в котором не осталось надежды. Благодаря высокохудодественному и эмоционально насыщенному решению этой работы, он зацепил чувства зрителей, не оставив их равнодушными.